# Човек без слуха
Човек без слуха је српска музичка група из Крагујевца. Музика групе се може описати као мелодични панк рок, са искреним и дубоким текстовима који носе поруку.

## Чланови

### Садашњи
- Милан Радојевић [а] — вокал, гитара
- Сава Мировић — гитара
- Владимир Лазаревић — бубањ

### Бивши
- Александар Марковић — вокал
- Дејан Илић [б] — бас-гитара
- Жељко Максимовић — бубањ
- Радомир Мирковић — вокал
- Немања Обрадовић — гитара
- Зоран Лазаревић — гитара
- Микица Здравковић [в][4] — бас-гитара, гитара

## Дискографија

### Студијски албуми
- Мрзим овај град (1998)
- Сећање на задњег кловна (1999)
- (2004)
- Догађај дана (2011)
- Станимо у гард! (2018)[5][6]

### Учешћа на компилацијама
- (1996) — песма Проблем
- Волим овај град (1998) — песма Химна Радничком
- Саундтрек кампање за промоцију људских права Know Your Rights (2001) — песме Уместо осмеха и We Didn't Start the Fire[7]

## Награде и номинације
| Година | Категорија   | Номиновано дело           | Исход      | Изв.        |
| ------ | ------------ | ------------------------- | ---------- | ----------- |
| 2021.  | Кореографија | Ти само мислиш да ме знаш | Номинација | [ 8 ] [ 9 ] |